# Делюнш, Мирей
Мирей Делюнш (фр. Mireille Delunsch, 2 ноября 1962, Мюлуз) — французская оперная певица (сопрано), известная исполнительница музыки эпохи барокко.

## Биография
Изучала вокал и музыковедение в Страсбургской консерватории. Дебютировала в опере Мусоргского Борис Годунов на оперной сцене родного города.

## Творческие контакты
Сотрудничала с такими дирижёрами, как Уильям Кристи, Филипп Херревеге, Марк Минковски, Саймон Рэттл, Мишель Плассон, Жан-Клод Казадезюс, Сильвен Камбрелен, Марек Яновский, Дэниел Хардинг и режиссёрами Питером Бруком, Люком Бонди, Питером Селларсом, Оливье Пи, Клаусом Михаэлем Грюбером, Кшиштофом Варликовским и др.

## Репертуар
Её репертуар широк: от оперы в стиле барокко до художественных песен 20-го века, с акцентом на французскую музыку. Она хорошо известна по операм, которые она пела под руководством французского дирижёра Марка Минковски.
Среди её ролей — партии в операх
- Монтеверди — Коронация Поппеи (Поппея)
- Рамо — Платея (Безумство), Дардан (Венера)
- Глюк — Армида (заглавная партия), Ифигения в Тавриде (заглавная партия), Орфей и Эвридика (Эвридика)
- Гендель — Юлий Цезарь (Клеопатра)
- Моцарт — Дон Жуан (донна Эльвира), Волшебная флейта (Памина), Идоменей (Электра)
- Бетховен — Эгмонт (Клерхен)
- Вебер — Вольный стрелок (Агата)
- Вагнер — Лоэнгрин (Эльза Брабантская), Золото Рейна (Фрея)
- Верди — Травиата (Виолетта)
- Чайковский — Евгений Онегин (Татьяна)
- Шарпантье — Луиза (заглавная партия)
- Иоганн Штраус — Летучая мышь (Розалинда)
- Дебюсси — Пеллеас и Мелизанда (Мелизанда)
- Рихард Штраус — Электра (пятая прислужница)
- Бриттен — Поворот винта (гувернантка)

Исполняла вокальные сочинения Керубини, Шумана, Вагнера, Берлиоза, Бородина, Рахманинова, Малера, Дебюсси, Равеля, Шёнберга, Берга, Пуленка, Корнгольда, Бернстайна, Этвёша, Бусманса.

## Видеозаписи
- 2000 — «Коронация Поппеи» Клаудио Монтеверди (Поппея), реж. Клаус Михаэль Грюбер, дир. Марк Минковски, Экс-ан-Прованский оперный фестиваль;
- 2001 — «Поворот винта» Бенджамина Бриттена (Гувернантка), реж. Люк Бонди, дир. Дэниел Хардинг, Экс-ан-Прованский оперный фестиваль;
- 2002 — «Дон Жуан» Вольфганга Амадея Моцарта (Эльвира), реж. Питер Брук, дир. Дэниэл Хардинг, Экс-ан-Прованский оперный фестиваль;
- 2003 — «Травиата» Джузеппе Верди (Виолетта), реж. Петер Муссбах, дир. Ютака Садо, Экс-ан-Прованский оперный фестиваль.

## Признание
- Премия Виктуар де ля мюзик певице года (2005).